# Barre (Massachusetts)
Pour les articles homonymes, voir Barre.
Barre est une ville du Comté de Worcester au Massachusetts, fondée en 1720.
Sa population était de 5 398 habitants en 2010.